# 門田博光
門田 博光（かどた ひろみつ、1948年〈昭和23年〉2月26日 - 2023年〈令和5年〉1月24日〈遺体発見日、詳細は#死去を参照〉）は、山口県小野田市（現：山陽小野田市）生まれ、奈良県五條市出身のプロ野球選手（外野手、指名打者）・監督、解説者・評論家。
通算本塁打数、通算打点数、ともにNPB歴代3位。選手時代の晩年にも目覚ましい活躍をしたことから「不惑の大砲」の異名を持ち、「中年の星」とも呼ばれていた。また、力強い打撃力から「ポパイ」とも呼ばれていた。

## 経歴

### プロ入り前
山口県小野田市に5人兄弟の三男として生まれる。門田が幼い頃、父が貿易関係の仕事に失敗し、一家で奈良市に移り、つつましい家庭で育つ。五条中学から天理高校に進み野球部に入部。4番打者、中堅手として、同期のエース外山義明を擁し活躍。1964年・秋季近畿大会県予選では4校による決勝リーグに進むが、1勝2敗に終わる。翌1965年夏の甲子園県予選決勝に進出。白滝政孝投手のいた郡山高を2-0で破る。続く紀和大会決勝でも県和歌山商を3-1で降し甲子園に出場。1回戦で小山健二（日本コロムビア）を擁する丸子実に9回に逆転され1-3で敗退。なお高校時代の三年間で本塁打は一本も打てなかった。
卒業後は外山とともに社会人野球チームのクラレ岡山硬式野球部に進む。就職した倉敷レーヨン岡山工場では、靴の製作業務に携わり、月収は1万5千円だった。
1966年から都市対抗野球大会に4年連続出場。この時のチームメイトには片岡旭、田中武、林田真人らがいる。1968年の都市対抗に3番打者、右翼手として出場。1回戦で前年優勝の日本石油に大敗するが、相手エース三浦健二から2安打を放ち好打者として注目される。
同年のドラフトで阪急ブレーブスから12位指名を受けるが、10位以下の下位指名であったことと、クラレ岡山のチーム事情からこれを拒否。
1969年のドラフトで南海ホークスからの2位指名を受け、プロ入り。担当スカウトは柚木進で「かつてエースとして活躍された柚木さんのスカウト第1号で入団しました。大阪球場であった繊維会社だらけの大会で見てくれたようです。当時倉敷レーヨンに所属していて、その大会でホームランを打ったのですが、それより、そのあとの打席で代打を出されたとき、僕が何一つ不平不満を言わずに下がっていったらしいです。なんでホームラン打ったのに代えられるんだ、みたいなことを全くしなかった。そのシーンに好感を持ったからと言われました。」と述べている。

### プロ入り後
1970年は開幕から2番打者、右翼手として起用され53試合に先発出場、俊足・強肩・好打の中距離打者として頭角を現す。
1971年にレギュラー定着。主に3番打者として打率.300（リーグ11位）、31本塁打、120打点を記録し打点王を獲得、初のベストナインに選出される。強肩でも知られ、同年は15補殺を果たす。また同年に打撃フォームを王貞治を参考にした一本足打法に改造した。
プロ入り2年目の1971年から、野村克也監督解任の年である1977年までの7年間で5回の打率3割を記録。1973年には打率.310（リーグ5位）、18本塁打の成績でリーグ優勝に貢献した。同年の読売ジャイアンツとの日本シリーズでは、第3戦に堀内恒夫から本塁打を打ち、シリーズ通算17打数3安打。野村監督時代は主に3番を打ち、成績的には中距離打者としての性格が濃かったが、4番打者兼監督の野村からは「俺の前にランナーで出てくれさえすればいい。それがお前の仕事。ホームランなど狙わなくていい」とはっきり言われ、大振りすると怒られたという。
野村の監督解任によりその束縛から解放され、長距離打者としての道を歩み始める。4番打者として、それまで使うことを許されなかった重いバット（1000g）を使い始めた（後述）。最初の年（1978年）は夏になるとバテてしまい振り切れなくなり、打率.250、本塁打15本と低調な成績に終わったが、後には振り切れるようになった。
1976年、オールスターゲーム第2戦（後楽園球場）では1回に放った2点本塁打を含む5打数4安打2打点の成績でMVPに選出された。
1979年2月16日、キャンプ地の大方球場（高知県）で、準備運動でジャンプをして着地した際に右足のアキレス腱を断裂。疲労の蓄積、この日から履いた新しいスパイク、「固すぎる」と多くの選手や評論家が危惧していたグラウンド等、様々な要因がある中でのことだった。ほぼ1シーズンを棒に振るが、同年9月には代打で復帰。アキレス腱断裂は全治6か月で、当時としては通常なら現役復帰自体が困難であったが、その中での復帰であった。
1980年、背番号を母親が44歳で亡くなったのに因み「44」に変更。この年以降、「ホームランを打てば足に負担はかからない。これからは全打席ホームランを狙う」 と長打狙いのバッティングに徹し、同年6月25日の対日本ハムファイターズ戦（大阪スタヂアム）では1点を追う9回一死一・二塁の場面で新井宏昌に代えて桜井輝秀を送ると、日本ハムは木田勇から杉山知隆に投手交代。門田は代打の代打で出場し、杉山から代打逆転サヨナラ3点本塁打を放った。シーズンでは41本塁打の成績でカムバック賞を受賞。
1981年、7月には月間16本塁打のプロ野球新記録（当時）を記録している。16本目は同月31日の対西武戦（大阪スタヂアム）の3回無死満塁の打席で杉本正から放った満塁本塁打だった。また7月はオールスターゲームのある月であり、約1週間の公式戦中断がある中での記録だった。8月22日の対西武ライオンズ戦（上越市営球場）では松沼雅之からシーズン2本目となる満塁本塁打、同月27日の対ロッテオリオンズ戦（大阪スタヂアム）では3-3の同点で迎えた9回二死無走者の打席で倉持明からサヨナラ本塁打を放った。シーズンでは44本塁打で初の本塁打王を獲得。
1983年も40本塁打で本塁打王。同年5月24日の対日本ハム戦（後楽園球場）の5回一死満塁の打席で川原昭二から、同月27日の対西武戦（大阪スタヂアム）の4回一死満塁の打席で工藤公康からそれぞれ満塁本塁打、当時、投手だった愛甲猛（ロッテ）から2本の満塁本塁打を放ち、シーズン4本目の最多満塁本塁打のパ・リーグタイを記録した。オールスターゲーム第1戦（明治神宮野球場）では1回に松岡弘から、6回に西本聖からそれぞれ本塁打を放ち、2本塁打3打点の成績でMVPに選出された。
1985年、4月14日の対日本ハム戦（大阪スタヂアム）では7回に坂巻明から通算10本目となる満塁本塁打を放った。
1987年、8月26日の対西武戦（大阪スタヂアム）では工藤公康から左中間二塁打を放ち、史上24人目となる通算2000安打を達成した。9月1日の対ロッテ戦（大阪スタヂアム）では1点を追う9回無死一塁の打席で牛島和彦から逆転サヨナラ2点本塁打を放った。
1988年は40歳にして打率.311、44本塁打、125打点で本塁打王、打点王の二冠を獲得し、さらにMVPに選出された。40代での40本塁打、同100打点、同OPS10割は史上初（40代での44本塁打、同125打点、同OPS1.062は歴代最高記録）であり、この年限りで消滅した南海での選手生活に花を添えた。40歳でのMVP選出はプロ野球史上最年長記録であり、40歳を意味する「不惑」という言葉はこの年の流行語にもなった。その後も42歳で31本、44歳で7本と、それぞれ年齢別最多本塁打記録を作った。
1989年に南海ホークスはダイエーに買収され福岡ダイエーホークスとなり福岡に本拠地移転することになったが、子供のためにこの時点での単身赴任を避けたく、また平和台球場は内外野とも人工芝であったため足腰の負担を考慮して、「福岡は遠い。何とか関西に残れないだろうか?」と球団に打診し、内田強・原田賢治・白井孝幸の3選手とのトレードによりオリックス・ブレーブスに移籍。この結果、1968年の阪急のドラフト入団拒否から21年後にオリックスへの入団となった。契約更改で大台の1億円を突破。移籍後も変わらぬ活躍で、ブルーサンダー打線の中核を担った。しかし、9月25日の対ダイエー戦（西宮球場）で3回に31号本塁打を放った後、ブーマーとハイタッチした際に右肩を脱臼し、試合は1-9と大敗、オリックスのリーグ優勝を逃す遠因となった。OPSは2年連続で10割を超え、40代でOPS10割を達成したのは歴代で門田のみとなっている。だが本人はこのシーズンについて引退後に、「41歳での33本塁打の時も、自分からすれば打ち損ないばかり。カッコ悪いと思って、いつも下を向いてダイヤモンドを一周しとった」と悔しがっている。
1990年、9月9日の対西武戦（西宮球場）では2点を追う9回一死満塁の打席で鹿取義隆から逆転サヨナラ満塁本塁打（42歳6か月は当時の最年長満塁本塁打だったが、1994年5月4日に43歳6か月で記録した大島康徳に更新された）、翌10日の対西武戦（西宮球場）でも4-4の同点で迎えた9回一死無走者の打席で渡辺智男から2日連続及びシーズン30号本塁打となるサヨナラ本塁打を放った。42歳での30本塁打はMLBのテッド・ウィリアムズを抜いた記録でもある。中嶋聡に大きく振り抜くコツを惜しげもなく伝授し中嶋は同年二桁となる12本塁打という急成長を遂げた。
オリックスでは、「強いチームというのは、勝つ時も負ける時も淡白でさらっとしている」と感じたという。南海が低迷した一因として、いつでも全力で闘うため、手の抜きどころを知らず、シーズンの前半戦は善戦するも、後半戦は息切れしていたことを挙げている。これを「マラソンの25km地点で息切れするようなもの」と表現している。
1991年、子供の進学で単身赴任が可能となる等の家庭環境の変化や慕っていたオリックスの上田監督辞任、オリックスの神戸移転で奈良の自宅から通勤に2時間かかることなどから移籍を希望していたところ、オリックス側が門田の意思を尊重して自由契約とする形で古巣の福岡ダイエーホークスに復帰。年俸は800万円増の1億3000万円（推定）、背番号は「53」。入団会見では「全力投球でチームに貢献したい。故障さえしなければ30本塁打もクリアできる」と抱負を語った。同年4月9日の対近鉄バファローズ戦（藤井寺球場）では7回一死一・三塁の場面で代打で出場し、佐藤秀明から移籍後初本塁打を放った。オールスターゲーム第2戦（広島市民球場）では6回に代打で出場、桑田真澄から本塁打を放ち、43歳のオールスター最年長本塁打記録を更新し、優秀選手に選出された。8月8日の対日本ハム戦（平和台球場）では3-3の同点で迎えた延長10回二死無走者の打席で柴田保光からサヨナラ本塁打を放った。シーズンでは112試合に出場、18本塁打と目標の30本塁打を大きく下回った。オフの12月12日の契約更改では現状維持の年俸1億3000万円（推定）でサインした。
1992年夏、「朝起きても目の焦点が合わんで、2m前の字も読まれへん。胸も気持ち悪いし、体がフワフワ浮いとる感じがする。普通の食事もとれん。スポーツドリンクを飲むだけや」「5年前から（肝機能など）全ての数字が悪かった。もう23年もやって、スポーツする人間の老衰やな」と知人の記者に漏らすほど持病の糖尿病が悪化したことで、このシーズン限りで現役を引退した。引退試合は平和台球場での最終公式戦・対近鉄戦。「3番・指名打者」として先発出場し、1回裏、野茂英雄との対戦で、全て速球をフルスイングで空振りし三球三振だった。

### 引退後
引退後は朝日放送テレビ・朝日放送ラジオ野球解説者（1993年 - 2005年）、スポーツニッポン（1993年 - 1994年）→日刊スポーツ（1995年 - 1996年）評論家を務めた。2005年に小脳梗塞のため緊急入院している。
2006年1月10日には野球殿堂入り。殿堂入り表彰式は同年7月21日、神宮球場でのオールスターゲーム第1戦で行われた。そのお礼の挨拶で、「最高のものをいただきました。人生の“終着駅”に着いたかなという感じです」と発言。終了後、その場にいた名球会の会長である金田正一から「二度とそんなことは言うな！」と叱責され、「これからも後進のために頑張ると約束してくれ」と言われたという。
2009年に大阪ホークスドリームを設立し、総監督となる。2011年6月に田中実監督の解任に伴い新監督に就任したが、同年9月に契約満了に伴い退任した。
2014年には、日本新薬の臨時コーチを務めた。

#### 死去
晩年は兵庫県赤穂郡上郡町の会員制の別荘地にある自宅で単身隠居生活を送っていたが、糖尿病などの影響で体調を崩し、兵庫県相生市の病院で2日に1回の人工透析を受けるなど療養生活を続けていた。
しかし2023年1月23日、予定されていた通院治療に姿を見せず、翌1月24日に医師から相談を受け自宅を訪ねた警察官によって、死亡しているのが発見された。74歳没。

## 選手としての特徴

### 2番打者失格
南海入団2年目のシーズン前に、当時ヘッドコーチを務めていたドン・ブレイザーの、「打率3割を打てる理想的な2番打者を育てたい」との希望により、ブレイザーが投手役になって1週間ぶっ続けでバントの練習をさせられた。しかし、野球を始めてからバントの練習などしたこともなかった門田は、一向に上手く出来るようにはならず、ついにブレイザーは「オー、ノー、ギブアップ」と降参した。1番は広瀬叔功、2番は失格で、「あいつはヒットならよく打つ。それなら俺（4番）の前を打たせておけ」（野村）ということで3番を打つことになったという。

### 本塁打へのこだわり
1971年に31本塁打、120打点で打点王になった頃から一発狙いの強振が目立ち始め、見かねた野村克也監督が、王貞治に協力を頼んで「ヒット打ちに行くのが基本。その延長がホームランなんだ」と2人で説得を図ったとのエピソードが残されている。大阪スタヂアムのオープン戦でのことであったが「そんなはずはありません。監督も王さんもホームラン狙いで大振りになっている」と自説を撤回しないばかりか、反論までしてきた門田に2人とも唖然としたという。また、挙句の果てに門田は「監督はずるい。王さんと口裏を合わせている」と野村に言い放ち、王は「大変な新人が入ってきたね」と呆れ、野村から「もう二度と教えてやらん!」と怒鳴られたという。門田はあくまで長打にこだわった打撃を押し通し、「ホームランの当たり損ねがヒット」「ホームラン狙いをやめれば4割打てる」とも語っている。オールスター戦では、当時、東映フライヤーズの大杉勝男が説得役に担ぎ出されたという。
当時の南海には門田の手本になるような左打者がおらず、そのことで悩んでいたが、ある日、凡退した後、ベンチの隅にある鏡の前の水道で手を洗ってふと鏡を見ると、次打者の野村克也が反転して左打者として映っていた。それ以来、門田は手を洗う格好をして「鏡の中の左打者」である野村の打撃フォームを熱心に観察・研究した。野村に話すと「参考になったやろ」と威張られるに決まっているからという理由で、門田は絶対にそのことは野村には言わなかったという。
フルスイングへのこだわりについて、門田は次のように語っている。「ろくでもない解説者が、『あんなに強く振らなくても、軽く打てばホームランになるんですけど』と言うやろ。大間違いや。軽く振って本塁打にするにはどれだけ時間がかかるか知らん奴が言うこと。たしかに思い切って振ってる内は30本は超えん。でも、それが軽く振ってるように見えるのは、何万スイング、何十万スイングしているから、そう見えるわけよ。そこを超越せんと軽く打ってるようには見えんのよ」「ワシは朝のコケコッコから、とにかく時間を忘れてバットを振った。普通の奴は出来んから、俺は『変わり者』と言われるんやろな。そこまでやらな、こんな小さな体で500本も打てんじゃろ」。
2006年に野球殿堂入りした際のインタビューでも、「（上体を）ネジってネジってバチン! というスイングをする選手が最近は少ない。アウトコースを軽くミートして逆方向に打つホームランではロマンがない」と持論を展開している。
その頃のプロ野球の主力選手には珍しく大きな数字の背番号をつけており、しかも次第に大きくなっていった。1980年から使用した44番はハンク・アーロンなどメジャーリーグの強打者に多いことや、44歳で亡くなった母親の供養の意味で44本の本塁打を目標とする意図からつけられた。1981年に実際に44本塁打を放って本塁打王を獲得すると、次は60本に目標を切り替えて背番号を60とした。1986年にはこの年入団したデビッド・ホステトラーが「61」、ダニー・グッドウィンが「62」を背負ったことで長距離砲の「60番トリオ」と命名されたが、グッドウィンが1年で解雇、デビッドは翌年から背番号が「9」に変更されたためこの年限りとなった。さらにオリックスへ移籍した際は78を付けてさらに番号がコーチ並みに大きくなった。最後の球団となった福岡ダイエーでは53とやや若返っている。
本塁打王と打点王を獲得した1988年に、日本テレビ系列で放映された「追跡」の特集では、インタビュアーであった作家の安部譲二に同年本塁打王を獲得できたことに関して、「ここ7、8年、どこの球場でも場外を打つことがホームランという気力でやれたこと」と語っていた。翌1989年に33本塁打を打った際も、本人曰く「ほとんどが打ち損ない」で満足いく打球が少なかったものの、それまでに「場外」を意識してきた積み重ねの結果が、打球が飛ばなくなってもフェンスを超えられた結果であるという。
バットに関しては「速い球を重たいバットで打てるなら、遅い球でも対応できる」という考えを持っていた。実際に門田が使用していたバットは長さ34インチ半、重さ1000gの特大バットであった。
2019年シーズンのNPBにおいて、ミズノ統一球を使っている場合では考えられない打球の飛び方がしていると囁かれる中で、メジャーで流行となっている"フライボール革命"の影響や、フェイスガード着用によって打者が内角攻めを怖がらなくなったという声に関心をあまり示さず、投手の失投が多くなったこと、つまり投手のレベル低下を指摘した。門田は「極論を言えば、シーズンを通して真ん中周辺のストレート系だけを狙える勇気があれば、プロでもそれ相当の数字は残る」と、如何に打者に失投を狙うことが重視されるかをその話の流れで語っている。どの時代にも打者心理を優位にする球場があることは否定しないながらも、自分は常に場外を狙っていたため、加齢で衰えても柵越えの本塁打を量産することが出来たのであって、球場の小ささや狭さに合わせたバッティングを行うと長期的には力が落ちていくと主張している。

### ライバル投手との対決
村田兆治は門田に生涯14本の本塁打を打たれているが、門田について次のように語っている。「あれは昭和48年（1973年）だったか、マサカリが完成してすぐだった。絶対に打たれるはずのないひざ元へのスライダーを門田さんに打たれた。失投ではなくて、完璧な球を本塁打にする打者。投げていて緊張感があった。あれから、門田さんにスライダーを投げたことはない。それぐらい悔しかった。」
門田が「永遠のライバル」と称している山田久志は門田に28本塁打を打たれている。山田は門田について、「本物のプロのバッターだった。真っすぐを狙っているところに、真っすぐを投げた。駆け引きが一切ない。インハイとアウトローに全て直球を投じた。いい勝負が出来た」と証言している。
東尾修は、危ない球をスレスレに投げて、その反対球で打者をかわしていく投手（ケンカ投法）であったが、ある試合の第1打席で、その危ない球が門田に当たった。その報復に門田は第3打席にピッチャー返しを東尾の太ももに直撃させた。東尾がしばらく起き上がれなかったために試合が中断し、この際に門田はマウンドまで出向き「これは1打席目に自分に当てたお返し」であることを告げ、自分に危険な投球をしないよう警告した。東尾はこれを了承して以降、そのような投球をしてこなくなったという。現役時代の門田が最も多く対戦した投手が東尾であった（336打席）。

### 新人投手への洗礼
門田がターゲットを定めて燃えたのが新人との対決であった。
1989年秋のドラフトで、野茂英雄が近鉄バファローズに入団することが決まった時には、「野茂からの第1号は俺が打つ」と決め、翌シーズンへ向け、ゴルフ場で走り込むなど準備を進め、1990年4月18日の日生球場での近鉄-オリックス1回戦で、その目標を実現させている。野茂の初登板は4月10日の西武戦であったが、門田は「（西武の打者の）誰も打つなよ」と念じ続け、願い通じ被本塁打0のまま迎えた18日も、4番に座る門田は「松永、福良、ブーマー、ホームラン打つなよ‥絶対打つなよ‥」と念じていたという。
小宮山悟に対しては、「『大学もプロも変わらない』みたいなコメントを読んだ瞬間、じゃあプロの打球を見せましょう。で、ピッチャーライナーを一発見舞ったんや」と述べている。

### 守備
アキレス腱断裂後は指名打者としての起用がほとんどになった門田であるが、すでにアキレス腱断裂の前年（1978年）も、指名打者としての出場が最多であった。もっとも、右翼手としての守備をそれなりに評価する向きもある。例えば、1970年代前半の中堅手だった広瀬叔功は、自身の著書で、「（他の外野手からはフライが飛ぶとすぐに『広瀬さん!』と声が掛かったが）彼（門田）は守備範囲も決して狭くなく、右中間寄りのフライもさばき、大声で叫ぶ声を聞いた記憶はほとんどない」「グラブを柔らかく使いこなした捕球も上手かったが、肩が強くてしばしばホームで相手走者を刺した」「打撃と違ってしゃにむに速い球を返すのではなく、無駄な動きを抑えて素早く正確にワンバウンドの送球をしていた」と証言している。シーズン2桁補殺も5度（1971年-1973年、1975年、1977年）記録した。
アキレス腱断裂からの復帰後は、大半が指名打者での出場となったが、南海時代末期の1987年には加藤英司が指名打者に入ったり、オリックス時代には石嶺和彦が指名打者に入ったため、門田が守備に就くこともあり、その際は左翼手としての出場が大半であった。
1988年の球宴では指名打者部門が設置されておらず、秋山幸二・平野謙と共にパ・リーグ外野手部門でファン投票選出され、ナゴヤ球場での第2戦に3番・右翼手で先発出場。立浪和義がパ・リーグの先発投手、阿波野秀幸から打った打球を捕球、ライトフライに仕留めている。

## エピソード

### 野村克也との関係
南海時代は野村克也監督とソリが合わなかった。門田はフルスイングを持ち味としているが、野村からは「大振りをやめろ」と再三注意された。門田はそれを聞くことなく、自分のスタイルを貫いて2年目からレギュラーを掴んだ。
野村が門田の契約更改の交渉の場に入ってきて、「まだまだ働きが足らん。大きなこと言える立場じゃないよ」などと、門田の年俸アップの足を引っ張ったこともある。生意気な門田の気性を見通したプレイングマネージャーの選手操縦法という見方もできるが、門田はそう取らなかった。衝突が決定的になったのは野村の愛人問題であり、「グラウンドにヨメハン連が出てくることはない。野村さんにはとてもついていけない」と咬みついた。1975年の終盤から少しの感情のズレからエスカレートし、野村が「任意引退させる」、門田が「あんな監督の下ではやれん」と言い争いになったが和解にしている。野村が解任された1977年には、当時の野村の愛人だった伊東芳枝から電話で、「あんたが野村の言うことを聞かないと起用しない」と言われたという。秋季練習の後、中百舌鳥の合宿で野村に、「君達の思っていることを俺に話してほしい」と言われ、手を挙げたのが門田と江本孟紀、それに西岡三四郎であった。そこで言葉の行き違いがあり、「もう練習に来なくてもいい」と言われたので、「はい、分かりました」と言って練習に参加しなくなり、「門田、野村監督と対立」などとスポーツ紙に書かれて騒がれたという。ただし、門田本人は自著で「そんなに大げさなものではなかった」と述べている。
野村は自著で、南海監督時代に手こずった門田、江本、江夏豊の3人を「南海の三悪人」と呼び、「選手として一流になれても、指導者にはなれない」と語っている。野村が解説者時代の「週刊朝日」の連載 でも「最後の野球バカ門田博光」と題し、「何かを言えばそれと反対のことをする男である」と評している。
しかし一方で、野村は門田の実力を大いに認めている。先述の通り、門田を見い出して3番打者に抜擢したのは野村であり、「ものすごい頑張り屋」とも評している。2年目に打点王を獲った際には、私費で門田に100万円の時計をプレゼントし、自分の後釜、次の4番打者として期待していた。門田も従うべきところでは従っていたといわれ、また「『二塁の桜井とライトの門田は10年間不動のままでいける』と野村に言ってもらい、信頼が厚くて助かった」とも述べている。
野村が3000試合出場の記念の記録を立てた試合（1980年8月1日 西武-南海戦）で、門田は「こういう時に野村さんに恩返しをしたい」と言ってきたという。何をしてくれるのかと思っていたら、キャッチャーマスクをかぶった西武の野村の目の前で特大のホームランを2打席連続で放った。その後、3打席目に立った門田に「もう分かったから、ええ加減にしとけや」とボヤくと、「二塁打ですませてくれた」のだという。
南海の後継球団である福岡ソフトバンクホークスでは、2013年に（南海時代からの通算で）ホークス創設75周年を記念したプロジェクト「LEGEND HAWKS」を展開。8月31日の対楽天戦（福岡 ヤフオク!ドーム）の試合前に開かれた記念セレモニーには、野村と共に南海時代の復刻ユニフォーム姿で登場した。始球式では、球団会長の立場で「見届け人」として参加した王貞治に見守られながら、同ドームの左打席（野村は右打席）に立った。
2020年に、野村の訃報を自身が通院していた兵庫県内の病院から流れたテレビ速報で知った。訃報に際してインタビューを受けた門田曰く、最後に会ったのはこの前年（2019年）東京で行われた会合の席であった。既に車椅子姿であった野村は「とことん打撃を追究する門田ほどの野球バカは、もう二度と出てこんやろうなあ」と親しみを込めて認めてくれたという。

### 脱臼癖
入団1年目（1970年）に、二塁走者として出塁し、帰塁の際に右肩を脱臼して以来、持病として脱臼癖を持っていたが、「週刊ベースボール」2023年2月27日号での佐藤道郎の追悼コラムでは、1973年の優勝旅行でハワイへ行った際、サーフィンで転んで海に落ちたことが直接の原因で、以来、肩の周囲の筋肉を固めるため、本格的なウェイトトレーニングを始めたという。
1984年4月14日の日本ハム戦で本塁打を打った際のハイタッチで右肩を再び脱臼しており、それ以降、南海では門田との強いタッチは禁止されていた。
オリックス移籍1年目の1989年9月25日、古巣の対ダイエー戦でも、3回裏に本塁打を打ち、本塁で出迎えたブーマーからのハイタッチに応じた際に、また右腕を脱臼。この時は登録抹消までには至らなかったが、シーズン終盤での貴重な約1週間を棒に振った（同日のスポーツニッポンの取材に対し、「何度もやっているから自分でどうすればいいか分かっている」としながらも落ち込み、また、ブーマーもひどく落ち込んでいたという）。この年は近鉄、西武、オリックスが最後まで競り合った末、近鉄が優勝したが、門田が登録抹消されてから残り15試合はオリックスにとってダメージとなり、オリックスとしての初優勝は1995年まで持ち越しとなった。

### 珍プレー
1990年の西武戦で打席に立った際、投球を捕手の大宮龍男が落球し、一塁ランナーが進塁を試みるという場面があった。ここで門田は、自らの足元にボールが転がっているのを確認していたにも関わらず、まだ必死でボールを探している大宮に向かって、全く別の方向を指差して撹乱するという珍プレーを披露している。大宮は一瞬だがまんまと騙され、結局、ランナーの進塁を許してしまい、門田を小突いている。

### 幻のトレード
南海時代の1980年オフ、門田とこのシーズン不振だった掛布雅之（阪神タイガース）のトレードが、スポーツニッポンで報じられた。球団事務所に抗議が殺到したため、話は流れてしまったが、「トレードの話自体は本当にあった」と門田本人が後年、明かしている。また、1979年オフには、シーズン終盤の成績から翌年の復活を見越した読売ジャイアンツとのトレード話もあったが、獲得を進言していた長嶋茂雄監督が辞任したことにより、破談となっている。穴吹義雄監督も門田と山本和行のトレードを阪神に打診したが、安藤統男監督が断ったので話が流れている。

### 2度のコーチ要請
現役引退後は野球解説や評論の仕事はしているが、NPBで監督、コーチ等、現場に関わる仕事は一切しなかった。現役末期から罹患していた糖尿病の影響により体調が不安視されたことも要因としている。
ダイエー時代に中内功オーナーからコーチ就任要請を受けたが、実現せず、2005年にオリックス・バファローズの仰木彬監督からも就任要請を受けたが断った。
プロ野球での指導者の経験はないが、社会人チームや独立リーグでの指導者の経験はある。

### 南海ホークスへの思い入れ
門田は、南海ホークスの大阪球場最終戦となった1988年10月15日対近鉄戦では、試合後のセレモニーで号泣している。その後、大阪球場は野球以外の様々な用途で使用されることになり、住宅展示場となった際には「悲しさを通り越して涙も出なかった」と振り返っている。

## 人物
野球のみならず実生活でも左利きであるが、ペンは右手で持つ。ただし油絵は左手で描く。
引退後は広島市のお好み村に、広島風お好み焼き店を出店していたことがある。
趣味は陶芸、油絵、写経など。陶芸は、陶器作りの過程に何か野球に通ずるものがあるのではないかと思い、それを追究しようとの気持ちの延長で始めたものだという。しかし、あくまで野球でプレーをする際の集中力や感覚の向上を目的としていたため、引退後にはそれらの趣味はすべてやめてしまったという。
かつての同僚である高柳秀樹や加藤秀司、定岡智秋などによれば、現役時代の自主トレで台湾を訪れた際に、現地の水道水は不衛生で飲めないので、水代わりにビールを飲まざるをえなかったことから、これ以降、朝から水代わりにビールを飲む習慣がついたのではないかと証言しており、現役末期以降の糖尿病や高血圧などによる体調不良につながったとの見解もある。現役引退後に糖尿病による足の壊疽が進行したことから、足の一部の指の切除手術を受けており、取材の際には手術を受けた片足に頑丈そうな厚底ブーツを履いていたという。
現役引退後の1993年1月26日放送のテレビドラマ「ホテルドクター」（ABC制作、テレビ朝日系）の第3話にラーメン屋台の主人役でゲスト出演した。また、ABCのラジオ番組を持っていた時、「笑ゥせぇるすまん」の喪黒福造のモノマネを披露し、コーナーのタイトルを読み上げていた。持ちネタとして他に、山下清のモノマネも披露していた。
2007年8月24日・31日の「小兵」をテーマとした「ナンだ!?」（テレビ朝日）に舞の海秀平（相撲）、志村雄彦（バスケットボール）と共に出演。「高校時代の3年間で1本も本塁打を打てなかった」などのエピソードを明かした。

## 家族
夫人との間に一男一女。アキレス腱断裂後に病院から退院し自宅に戻った際に、長男（当時小学一年生）から職業を訊かれたことがきっかけで、「今度、オールスターゲームに出たら、球場に来るか」と口にする。復帰した1980年に、門田はそれを子どもとの約束と考えてプレーに励み、パ・リーグの西本幸雄監督の推薦で出場を実現させた。西宮球場の第1戦に家族を招き、その前で本塁打を放った。
ホークスの福岡移転で門田が関西の他球団への移籍を申し出たことについて、門田を知る球団・球界関係者の多くは「子煩悩なカドさんなら仕方ないか」と納得していた部分もあった。その後、娘の高校進学のタイミングで単身赴任が可能となり福岡ダイエーホークスに移籍した。なお、夫人とは引退後に離婚したとされ、晩年は長男・長女とも離れて単身で隠居生活を送っていた。

## 詳細情報

### 年度別打撃成績
| 年 度      | 球 団      | 試 合 | 打 席 | 打 数 | 得 点 | 安 打 | 二 塁 打 | 三 塁 打 | 本 塁 打 | 塁 打 | 打 点 | 盗 塁 | 盗 塁 死 | 犠 打 | 犠 飛 | 四 球 | 敬 遠 | 死 球 | 三 振 | 併 殺 打 | 打 率 | 出 塁 率 | 長 打 率 | O P S |
| ---------- | ---------- | ----- | ----- | ----- | ----- | ----- | -------- | -------- | -------- | ----- | ----- | ----- | -------- | ----- | ----- | ----- | ----- | ----- | ----- | -------- | ----- | -------- | -------- | ----- |
| 1970       | 南海       | 79    | 246   | 232   | 27    | 58    | 12       | 1        | 8        | 96    | 31    | 2     | 1        | 0     | 2     | 9     | 0     | 3     | 39    | 2        | .250  | .285     | .414     | .698  |
| 1971       | 南海       | 129   | 558   | 506   | 70    | 152   | 24       | 1        | 31       | 271   | 120   | 5     | 3        | 1     | 6     | 38    | 2     | 7     | 58    | 8        | .300  | .354     | .536     | .889  |
| 1972       | 南海       | 125   | 529   | 475   | 73    | 147   | 24       | 2        | 14       | 217   | 58    | 4     | 3        | 1     | 5     | 45    | 1     | 3     | 37    | 9        | .309  | .369     | .457     | .826  |
| 1973       | 南海       | 127   | 530   | 484   | 66    | 150   | 26       | 1        | 18       | 232   | 65    | 3     | 5        | 0     | 2     | 40    | 1     | 4     | 43    | 10       | .310  | .366     | .479     | .845  |
| 1974       | 南海       | 124   | 487   | 432   | 62    | 116   | 23       | 4        | 27       | 228   | 76    | 1     | 2        | 0     | 7     | 47    | 6     | 1     | 59    | 10       | .269  | .337     | .528     | .865  |
| 1975       | 南海       | 129   | 550   | 485   | 72    | 136   | 29       | 2        | 19       | 226   | 85    | 6     | 1        | 1     | 5     | 55    | 5     | 4     | 49    | 8        | .280  | .355     | .466     | .821  |
| 1976       | 南海       | 125   | 522   | 456   | 64    | 137   | 25       | 4        | 22       | 236   | 77    | 2     | 1        | 0     | 10    | 54    | 7     | 2     | 51    | 8        | .300  | .370     | .518     | .887  |
| 1977       | 南海       | 128   | 543   | 479   | 71    | 150   | 22       | 0        | 25       | 247   | 91    | 5     | 5        | 0     | 8     | 52    | 5     | 4     | 72    | 3        | .313  | .379     | .516     | .895  |
| 1978       | 南海       | 106   | 406   | 360   | 37    | 90    | 13       | 0        | 15       | 148   | 44    | 3     | 2        | 1     | 4     | 37    | 3     | 4     | 59    | 4        | .250  | .323     | .411     | .735  |
| 1979       | 南海       | 19    | 63    | 54    | 5     | 15    | 2        | 0        | 2        | 23    | 17    | 0     | 0        | 0     | 1     | 8     | 0     | 0     | 15    | 0        | .278  | .365     | .426     | .791  |
| 1980       | 南海       | 111   | 430   | 377   | 60    | 110   | 10       | 0        | 41       | 243   | 84    | 0     | 0        | 0     | 2     | 48    | 9     | 3     | 72    | 7        | .292  | .374     | .645     | 1.019 |
| 1981       | 南海       | 127   | 537   | 438   | 83    | 137   | 18       | 0        | 44       | 287   | 105   | 4     | 1        | 1     | 4     | 92    | 8     | 2     | 70    | 10       | .313  | .431     | .655     | 1.086 |
| 1982       | 南海       | 107   | 392   | 333   | 42    | 91    | 17       | 0        | 19       | 165   | 45    | 6     | 1        | 0     | 4     | 52    | 11    | 3     | 63    | 6        | .273  | .372     | .495     | .868  |
| 1983       | 南海       | 122   | 487   | 396   | 68    | 116   | 14       | 1        | 40       | 252   | 96    | 1     | 1        | 0     | 2     | 85    | 20    | 4     | 86    | 6        | .293  | .421     | .636     | 1.057 |
| 1984       | 南海       | 108   | 444   | 362   | 60    | 103   | 11       | 0        | 30       | 204   | 78    | 3     | 1        | 0     | 5     | 75    | 20    | 2     | 75    | 1        | .285  | .405     | .564     | .969  |
| 1985       | 南海       | 114   | 466   | 383   | 63    | 104   | 12       | 2        | 23       | 189   | 62    | 0     | 0        | 0     | 4     | 78    | 8     | 1     | 88    | 9        | .272  | .393     | .493     | .886  |
| 1986       | 南海       | 123   | 479   | 416   | 51    | 109   | 14       | 0        | 25       | 198   | 77    | 2     | 3        | 1     | 0     | 57    | 12    | 5     | 101   | 7        | .262  | .358     | .476     | .834  |
| 1987       | 南海       | 126   | 458   | 379   | 63    | 120   | 16       | 0        | 31       | 229   | 69    | 1     | 1        | 0     | 3     | 74    | 24    | 2     | 66    | 5        | .317  | .428     | .604     | 1.032 |
| 1988       | 南海       | 130   | 557   | 447   | 82    | 139   | 12       | 0        | 44       | 283   | 125   | 2     | 1        | 0     | 10    | 98    | 20    | 2     | 82    | 13       | .311  | .429     | .633     | 1.062 |
| 1989       | オリックス | 116   | 489   | 406   | 70    | 124   | 17       | 1        | 33       | 242   | 93    | 0     | 2        | 0     | 3     | 78    | 3     | 2     | 103   | 12       | .305  | .417     | .596     | 1.013 |
| 1990       | オリックス | 119   | 527   | 446   | 77    | 125   | 21       | 0        | 31       | 239   | 91    | 0     | 1        | 0     | 2     | 78    | 7     | 1     | 118   | 11       | .280  | .387     | .536     | .923  |
| 1991       | ダイエー   | 112   | 425   | 367   | 38    | 97    | 15       | 0        | 18       | 166   | 66    | 1     | 0        | 0     | 3     | 54    | 7     | 1     | 77    | 10       | .264  | .358     | .452     | .810  |
| 1992       | ダイエー   | 65    | 179   | 155   | 15    | 40    | 6        | 0        | 7        | 67    | 23    | 0     | 0        | 0     | 3     | 19    | 3     | 2     | 37    | 5        | .258  | .341     | .432     | .773  |
| 通算：23年 | 通算：23年 | 2571  | 10304 | 8868  | 1319  | 2566  | 383      | 19       | 567      | 4688  | 1678  | 51    | 35       | 6     | 95    | 1273  | 182   | 62    | 1520  | 164      | .289  | .379     | .529     | .907  |

- 各年度の太字はリーグ最高
- 南海（南海ホークス）は、1989年にダイエー（福岡ダイエーホークス）に球団名を変更

### 年度別守備成績
外野守備
| 年 度 | 球 団      | 外野  | 外野  | 外野  | 外野  | 外野  | 外野     |
| 年 度 | 球 団      | 試 合 | 刺 殺 | 補 殺 | 失 策 | 併 殺 | 守 備 率 |
| ----- | ---------- | ----- | ----- | ----- | ----- | ----- | -------- |
| 1970  | 南海       | 72    | 151   | 5     | 2     | 0     | .987     |
| 1971  | 南海       | 129   | 261   | 15    | 4     | 4     | .986     |
| 1972  | 南海       | 125   | 294   | 10    | 3     | 6     | .990     |
| 1973  | 南海       | 126   | 266   | 14    | 5     | 0     | .982     |
| 1974  | 南海       | 120   | 283   | 9     | 1     | 1     | .997     |
| 1975  | 南海       | 126   | 296   | 10    | 1     | 1     | .997     |
| 1976  | 南海       | 125   | 258   | 8     | 1     | 2     | .996     |
| 1977  | 南海       | 128   | 312   | 11    | 3     | 4     | .991     |
| 1978  | 南海       | 46    | 103   | 4     | 1     | 1     | .991     |
| 1982  | 南海       | 1     | 0     | 0     | 0     | 0     | .000     |
| 1986  | 南海       | 3     | 3     | 0     | 0     | 0     | 1.000    |
| 1987  | 南海       | 30    | 51    | 1     | 2     | 0     | .963     |
| 1989  | オリックス | 51    | 69    | 4     | 4     | 1     | .948     |
| 1990  | オリックス | 3     | 0     | 0     | 0     | 0     | .000     |
| 通算  | 通算       | 1085  | 2347  | 91    | 27    | 20    | .989     |

### タイトル
- 本塁打王：3回（1981年[22]、1983年[23]、1988年[37]）※パ・リーグ左打者最多タイ（他にタフィ・ローズ、ラルフ・ブライアント）
- 打点王：2回（1971年[10]、1988年[37]） ※17年のブランク受賞は同賞史上最長
- 最高出塁率：3回（1981年[22]、1987年[105]、1988年[37]）

### 表彰
- 最優秀選手：1回（1988年）※40歳シーズンでの受賞は史上最年長[39]
- ベストナイン：7回（外野手部門：1971年、1976年、1977年、指名打者部門：1981年、1983年、1988年、1989年）
- 野球殿堂競技者表彰（2006年）[61]
- 正力松太郎賞：1回（1988年）※選手として表彰、指名打者の受賞は史上唯一[106]
- カムバック賞（1980年）[18]
- 月間MVP：3回（1981年7月[107]、1988年5月[108]、1989年5月[109]）
- オールスターゲームMVP：2回（1976年 第2戦[13]、1983年 第1戦[29]）
- 日本プロスポーツ大賞 殊勲賞：1回（1988年）[110]
- 報知プロスポーツ大賞：1回（1988年）
- サンスポMVP大賞：1回（1988年[111]）

### 記録
初記録
- 初出場・初先発出場：1970年4月12日、対ロッテオリオンズ1回戦（東京スタジアム）、2番・右翼手として先発出場
- 初安打：同上、4回表に木樽正明から
- 初打点：1970年4月26日、対東映フライヤーズ2回戦（後楽園球場）、4回表に代打で宮崎昭二から左前適時打[112]
- 初本塁打：1970年5月13日、対東映フライヤーズ4回戦（大阪スタヂアム）、2回裏に高橋直樹から[113]

節目の記録
- 100本塁打：1975年5月11日、対阪急ブレーブス前期6回戦（大阪スタヂアム）、9回裏に竹村一義から2ラン ※史上82人目
- 150本塁打：1977年5月29日、対日本ハムファイターズ前期12回戦（青森市営野球場）、4回表に野村収から2ラン ※史上48人目
- 1000安打：1977年8月13日、対阪急ブレーブス後期6回戦（大阪スタヂアム）、4回裏に佐藤義則から投手強襲遊撃内野安打 ※史上103人目
- 1000試合出場：1978年5月11日、対クラウンライターライオンズ前期9回戦（平和台球場）、3番・右翼手として先発出場 ※史上200人目[114]
- 200本塁打：1980年6月27日、対西武ライオンズ前期11回戦（西武ライオンズ球場）、4回表に松沼博久からソロ ※史上34人目[115]
- 250本塁打：1981年8月1日、対西武ライオンズ後期5回戦（大阪スタヂアム）、6回裏に柴田保光から2ラン ※史上19人目[116]
- 1500安打：1983年5月17日、対近鉄バファローズ7回戦（大阪スタヂアム）、4回裏に鈴木啓示から同点ソロ ※史上47人目[117]
- 300本塁打：1983年6月22日、対阪急ブレーブス10回戦（阪急西宮球場）、3回表に山沖之彦から2ラン ※史上15人目[113]
- 1500試合出場：1983年7月12日、対ロッテオリオンズ14回戦（川崎球場）、4番・指名打者として先発出場 ※史上75人目[118]
- 1000打点：1984年4月6日、対阪急ブレーブス1回戦（大阪スタヂアム）、9回裏に佐藤義則から右前適時打 ※史上17人目[119]
- 350本塁打：1984年8月26日、対日本ハムファイターズ24回戦（平和台球場）、2回表に高橋里志から左中間へ2ラン ※史上12人目[120]
- 3000塁打：1986年6月13日、対日本ハムファイターズ11回戦（大阪スタヂアム）、6回裏に木田勇から中前安打 ※史上25人目
- 1000三振：1986年8月19日、対日本ハムファイターズ19回戦（大阪スタヂアム）、8回裏に田中幸雄から ※史上12人目[121]
- 400本塁打：1986年10月2日、対近鉄バファローズ25回戦（藤井寺球場）、5回表に小野和義から右中間へ2ラン ※史上10人目[122]
- 3500塁打：1987年4月25日、対近鉄バファローズ2回戦（大阪スタヂアム）、4回裏に阿波野秀幸から左中間へソロ ※史上15人目[123]
- 300二塁打：1987年5月2日、対ロッテオリオンズ4回戦（川崎球場）、6回表に佐藤政夫から左中間二塁打 ※史上27人目[124]
- 1000得点：1987年6月16日 対日本ハムファイターズ9回戦（群馬県立敷島公園野球場）、7回表に加藤英司の3点本塁打で生還 ※史上21人目[125]
- 2000安打：1987年8月26日、対西武ライオンズ18回戦（大阪スタヂアム）、3回裏に工藤公康から左中間二塁打 ※史上24人目[34]
- 2000試合出場：1987年9月8日、対西武ライオンズ20回戦（西武ライオンズ球場）、4番・指名打者として先発出場 ※史上24人目[126]
- 450本塁打：1988年6月12日、対近鉄バファローズ9回戦（新潟市営鳥屋野球場）、2回裏に加藤哲郎から中越2ラン ※史上9人目[127]
- 4000塁打：1989年4月26日、対ロッテオリオンズ5回戦（阪急西宮球場）、7回裏に関清和から左越ソロ ※史上10人目[128]
- 500本塁打：1989年8月15日、対近鉄バファローズ15回戦（藤井寺球場）、3回表に小野和義から右中間へソロ ※史上6人目[129]
- 1500打点：1990年4月10日、対福岡ダイエーホークス1回戦（グリーンスタジアム神戸）、1回裏に山内孝徳から右中間へ逆転2ラン ※史上6人目[112]
- 350二塁打：1990年6月10日、対西武ライオンズ8回戦（西武ライオンズ球場）、7回表に黒原祐二から右中間二塁打 ※史上18人目[130]
- 4500塁打：1991年5月28日、対西武ライオンズ6回戦（北九州市民球場）、3回裏に渡辺智男から一塁強襲内野安打 ※史上4人目[131]
- 550本塁打：1991年6月7日、対日本ハムファイターズ9回戦（平和台球場）、1回裏に角盈男から右中間へ先制2ラン ※史上3人目[132]
- 2500安打：1991年8月7日、対日本ハムファイターズ19回戦（平和台球場）、5回裏に角盈男から中前へ逆転決勝2点適時打 ※史上6人目[133]
- 2500試合出場：1991年9月23日、対オリックス・ブルーウェーブ25回戦（平和台球場）、4番・指名打者として先発出場 ※史上5人目[134]
- 1500三振：1992年5月28日、対西武ライオンズ8回戦（平和台球場）、4回裏に渡辺智男から ※史上2人目[135]

その他の記録
- 月間本塁打16本：1981年7月 ※パ・リーグ記録[136]
- シーズン満塁本塁打：4本（1983年） ※パ・リーグタイ記録[27]
- 5試合連続本塁打：2回（1981年7月1日 - 7日、1981年7月9日 - 12日）[19]
- 2試合連続サヨナラ本塁打 ※史上6人目（パ・リーグ史上初）
  - 1990年9月9日、対西武ライオンズ24回戦（阪急西宮球場）、9回裏に鹿取義隆からバックスクリーン右に逆転サヨナラ満塁本塁打[48]
  - 1990年9月10日、対西武ライオンズ25回戦（阪急西宮球場）、9回裏に渡辺智男から左越サヨナラソロ[49]
- 1試合5四球：1988年5月27日、対阪急ブレーブス9回戦（阪急西宮球場） ※パ・リーグタイ記録
- 1試合10守備機会・1試合10刺殺：1973年6月10日、対日拓ホームフライヤーズ前期10回戦（後楽園球場） ※共に外野手としてのパ・リーグタイ記録
- 同一球場で1000安打（大阪スタヂアム）
- オールスターゲーム出場：14回（1972年、1975年 - 1977年、1980年 - 1984年、1987年 - 1991年）
- 最多安打無しで通算2566安打　※歴代最多
- リーグ最多塁打なしで通算4688塁打　※歴代最多

### 背番号
- 27（1970年 - 1979年）
- 44（1980年 - 1982年）
- 60（1983年 - 1988年）
- 78（1989年 - 1990年）
- 53（1991年 - 1992年）

## ドキュメンタリー
- ETV特集「ある野球人の死 “不惑”の大砲 門田博光」（2024年6月15日、NHK Eテレ）[137]

## 関連情報

### 著書
- 『不惑の挑戦:南海ホークス最後のモンスター』海越出版社、1988年。ISBN 4906203639。
- 『我が輩はバットである：私小説・プロ野球人門田の軌跡』海越出版社、1993年。ISBN 487697148X。
- 『門田博光の本塁打一閃―ホームランに魅せられた男』ベースボール・マガジン社、2006年。ISBN 458303928X。

### 解説者としての出演番組
- ABCフレッシュアップベースボール - 出演していたABCラジオのプロ野球中継の現行タイトル。
- スーパーベースボール - 出演していたABCテレビのプロ野球中継現行統一タイトル。